# Park Tae-hwan
Park Tae-hwan (ur. 27 września 1989 w Seulu) – południowokoreański pływak, mistrz olimpijski z Pekinu (2008) na długości 400 m stylem dowolnym, dwukrotny mistrz świata na tym samym dystansie (2007, 2011), trzykrotny mistrz świata na krótkim basenie (2016).

## Kariera pływacka
W 2006 roku, w Szanghaju, Park zdobył dwa srebrne medale mistrzostw świata na basenie krótkim na długościach 400 m i 1500 m stylem dowolnym. Startował również na rozgrywanych w Dosze igrzyskach azjatyckich, na których między innymi zdobył trzy złote medale (w konkurencjach 200, 400 i 1500 m stylem dowolnym).
Podczas igrzysk olimpijskich w Pekinie w konkurencji 400 m stylem dowolnym zdobył złoty medal. Na tych samym igrzyskach Park wygrał jeszcze srebrny medal na 200 m stylem dowolnym. Cztery lata później, podczas igrzysk olimpijskich w Londynie, wywalczył dwa srebrne medale, w wyścigu na 200 i 400 m stylem dowolnym.
Ma w swoim dorobku dwa złote medale mistrzostw globu na dystansie 400 m stylem dowolnym, w Melbourne w 2007 roku i w Szanghaju z 2011 roku. Ponadto w Melbourne Koreańczyk zajął również trzecie miejsce w pływaniu na 200 m stylem dowolnym. W 2010 roku powtórnie wywalczył trzy złote medale igrzysk azjatyckich.
Podczas mistrzostw świata na krótkim basenie w Windsorze zdobył trzy złote medale. Pierwszego dnia mistrzostw zwyciężył na dystansie 400 m stylem dowolnym, uzyskując czas 3:34,59. Następnie został mistrzem świata w konkurencji 200 m kraulem, w której ustanowił nowy rekord mistrzostw i rekord Azji (1:41,03). Zwyciężył też na dystansie 1500 m stylem dowolnym, gdzie również pobił rekord zawodów i rekord kontynentalny (14:15,51). Kilkanaście minut później płynął w finale 100 m stylem dowolnym, w którym z czasem 47,09 zajął siódme miejsce.